# Kościół Najświętszego Serca Pana Jezusa w Gdyni
Kościół Najświętszego Serca Pana Jezusa w Gdyni – obiekt sakralny znajdujący się w Gdyni przy ul. Armii Krajowej. Składa się z dwóch kościołów: Dolnego – Niepokalanego Serca Maryi II Objawienie Fatimskie i Górnego – Najświętszego Serca Pana Jezusa. 

## Historia
Pod koniec 1948 na Śródmieściu stanął prowizoryczny kościół. W dniu 1 stycznia 1949 bp Kazimierz Kowalski erygował przy nim parafię. W latach 1957–1961 wybudowano nowy, wg. projektu prof. Jana Borowskiego i inż. Leopolda Taraszkiewicza. 20 grudnia 1961 biskup Kowalski poświęcił kościół, zaś konsekrował ją 31 października 1966. W 1975 wybudowano wieżę, poświęconą wraz z dzwonem 21 października 1981. Od 1993 przy kościele działa Kolegium Teologiczne należące do uniwersytetu im. Kardynała Wyszyńskiego. W latach 1997–98 przebudowano kościół dolny.
Zimą msze odbywają się tylko w kościele dolnym. 14 stycznia 2016 Kościół Najświętszego Serca Pana Jezusa w Gdyni został wpisany do wojewódzkiego rejestru zabytków.
Na wieży kościoła, która jest jednocześnie najwyższą wieżą kościelną w mieście wisi jeden dzwon. Nosi imię Redemptor Hominis. Został odlany w 1981 roku, w odlewni Janusza Felczyńskiego, w Przemyślu. Waży około 2 ton. W 2025 roku przeszedł remont wykonany przez firmę Rduch Bells & Clocks. Wymieniono jego serce oraz napęd.